# Уэстон (Флорида)
Уэстон — город , построенный по генеральному плану, в округе Брауард, штат Флорида, США. Численность населения по данным переписи 2020 года составляла 68 107 человек.
Расположен к западу от Форт-Лодердейла и в 50 км к северо-западу от Майами, город Уэстон находится в пределах агломерации Майами.

## История
В 1950-х годах промышленник и филантроп Артур Вининг Дэвис взял под свой контроль около 6,1 га на которых сейчас расположен Уэстон; Дэвис был первым владельцем Арвиды. В последующие годы были составлены планы по развитию земли, и территория, известная как Бонавентура, была продана и впоследствии развивалась независимо от развития Арвиды; эта территория образует район развития Бонавентура в Уэстоне. Большая оставшаяся часть генерального плана сообщества была разработана компанией Arvida/ JMB Realty (известной разработкой Walt Disney World), и изначально сообщество называлось Indian Trace; территория, развиваемая Арвидой, образует район развития Indian Trace в Уэстоне.
Название поселения «Индиан Трейс» было изменено на «Уэстон» в начале 1980-х годов, а в 1984 году в застроенной Арвидой части Уэстона были построены первые дома в районах Кантри Айлс и Виндмилл Ранч.
В 1994 году Совет наблюдателей Уэстона начал обсуждать возможность включения в состав муниципалитета, присоединения к соседнему муниципалитету или сохранения статуса неинкорпорированной территории округа Брауард. В апреле 1994 года Совет наблюдателей инициировал проведение технико-экономического обоснования включения и создал руководящий комитет из девяти членов, состоявший из жителей и консультантов.

## География

### Обзор
По данным Бюро переписи населения США, общая площадь города составляет 68,2 квадратного километра (26 кв. миль), из которых 65,2 квадратного километра (25 кв. миль) — это суша и 3,1 квадратного километра (1,2 кв. миль)   составляет вода, или 4,49% от общей площади.